# 高橋政蔵
高橋 政蔵（たかはし まさぞう、1885年（明治18年）7月2日 - 1954年（昭和29年）1月12日）は、大日本帝国陸軍軍人。最終階級は陸軍少将。

## 経歴
山形県出身。陸軍士官学校第19期卒業。1917年（大正6年）8月、陸軍砲兵大尉に進級し、1923年（大正12年）9月時点で陸軍兵器本廠附の任にあった。1925年（大正14年）3月、陸軍砲兵少佐に進み、9月時点で陸軍技術本部部員に転じ、1926年（大正15年）8月に広島陸軍兵器支廠附兼陸軍技術本部附となった。
1929年（昭和4年）8月、陸軍砲兵中佐進級と同時に野砲兵第4連隊附（第4師団）を発令され、1932年（昭和7年）4月には壱岐要塞司令官に着任した。1933年（昭和8年）8月に台湾軍兵器部長に転じ、1934年（昭和9年）8月に陸軍砲兵大佐に進級、1936年（昭和11年）8月には小倉陸軍兵器支廠長に就任した。1938年（昭和13年）3月1日、陸軍少将進級と同時に待命となり、3月25日に予備役に編入された。

## 栄典
勲章等
- 1940年（昭和15年）8月15日 - 紀元二千六百年祝典記念章[10]